# Les Trois-Chêne
Pour les articles homonymes, voir Trois-Chênes.

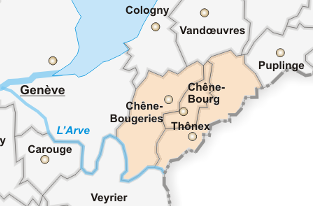
« Les Trois-Chêne ».

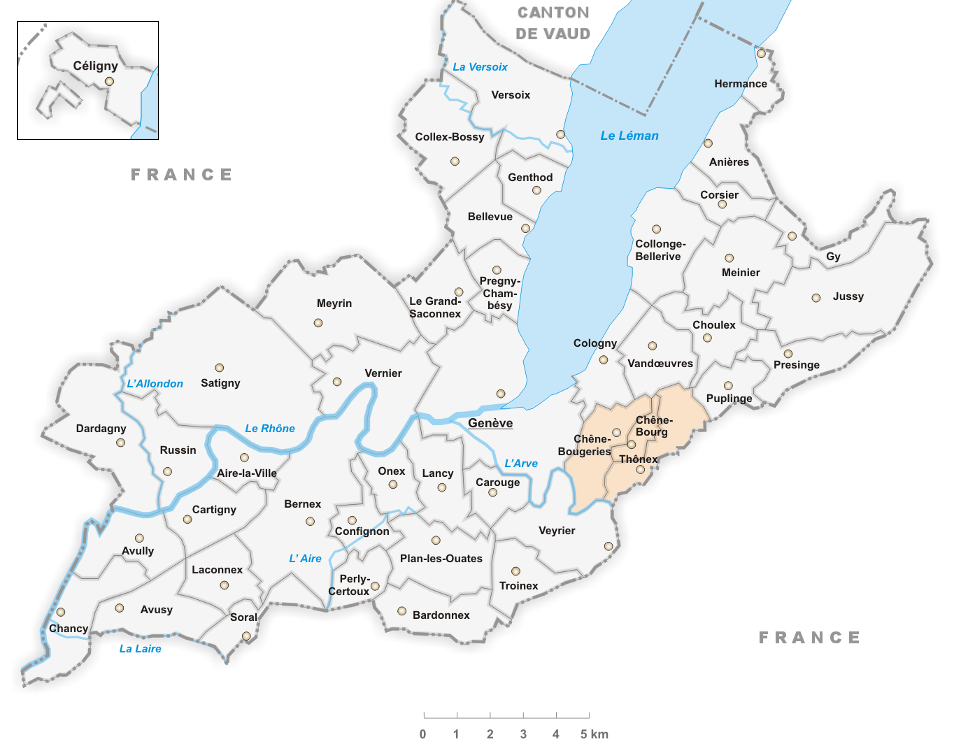
Situation des Trois-Chêne à l'Est de la ville de Genève.

Les Trois-Chêne est une région du canton de Genève formée des communes de Chêne-Bougeries, Chêne-Bourg et Thônex.
La commune des Trois-Chêne est une ancienne commune de France, de 1798 à 1814.
Chêne-Thônex est une commune savoyarde de 1603 à 1798. Elle est brièvement baptisée en 1798 sous le nom de Chêne-Mont-Blanc. Chêne-Thônex est à nouveau savoyarde de 1814 à 1816, puis suisse de 1816 à 1869, quand Chêne-Bourg se sépare de Thônex (voir les « communes réunies »).

## Étymologie
Au Moyen Âge ou dès la fin de la période romaine, c'est un chêne situé en bordure de pâturages (les « Bougeries ») qui aurait donné son nom à la région. Il aurait servi de point de repère et de rencontre, vu sa taille, sur le chemin menant à la ville de Genève distante de quelques kilomètres. Ce chêne unique expliquerait l'orthographe « Trois-Chêne » sans « s ».

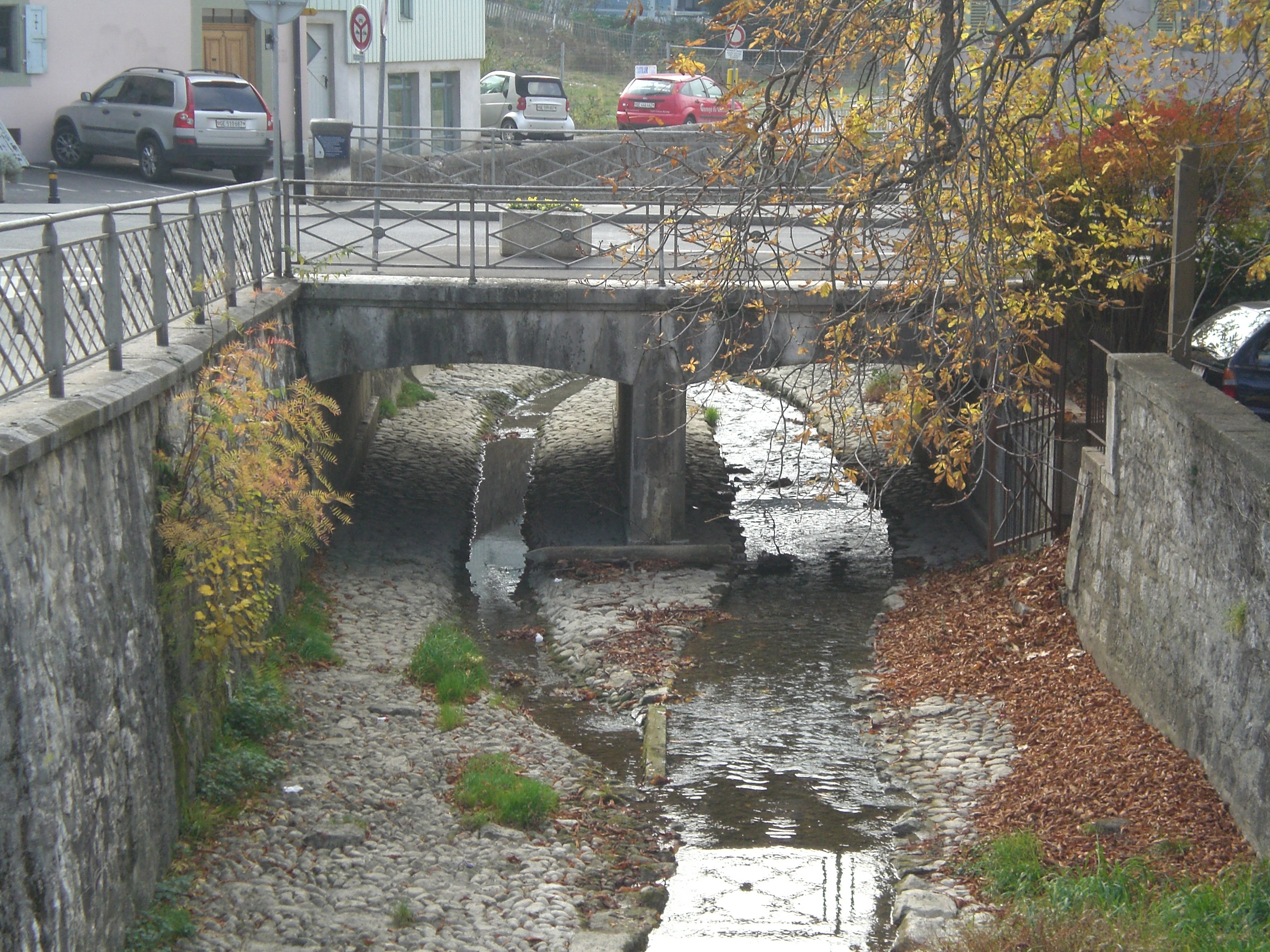
Pont du Vieux-Chêne sur la Seymaz.

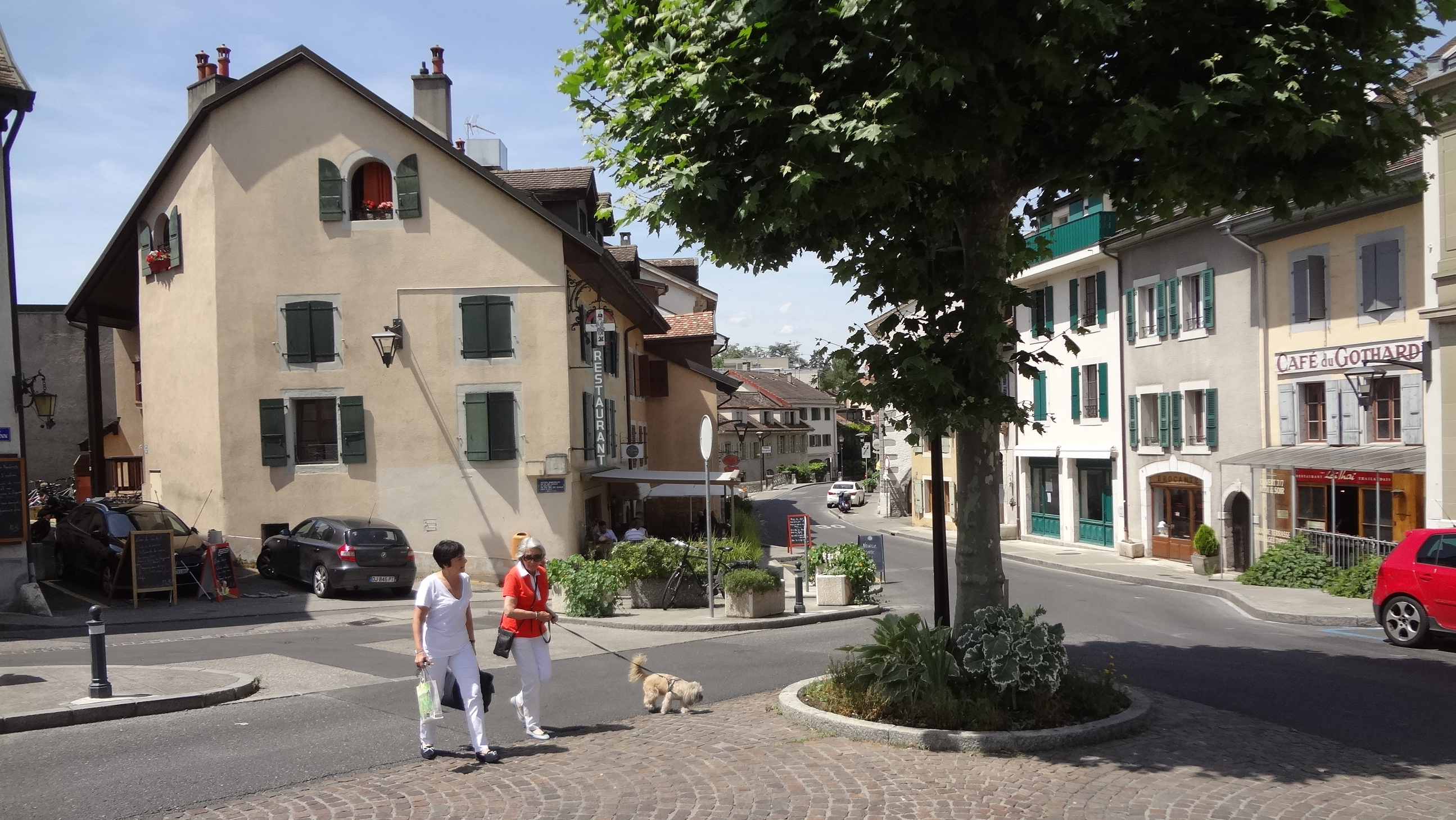
Quartier du Vieux-Chêne.

## Géographie
Les Trois-Chêne sont limités à l'Est par le Foron qui fait frontière avec la France, au Sud par l'Arve au-delà de laquelle se trouve la commune de Veyrier, à l'Ouest par Genève, et au Nord par Cologny, Vandœuvres et Puplinge. La Seymaz sépare Chêne-Bougeries, à l'Ouest, de Chêne-Bourg et Thônex à l'Est.
Le quartier du « Vieux-Chêne » s'étend sur 400 mètres. Il se trouve à la fois sur Chêne-Bourg et sur Chêne-Bougeries et est traversé principalement par la rue du Vieux-Chêne, passant sur le pont du Vieux-Chêne.

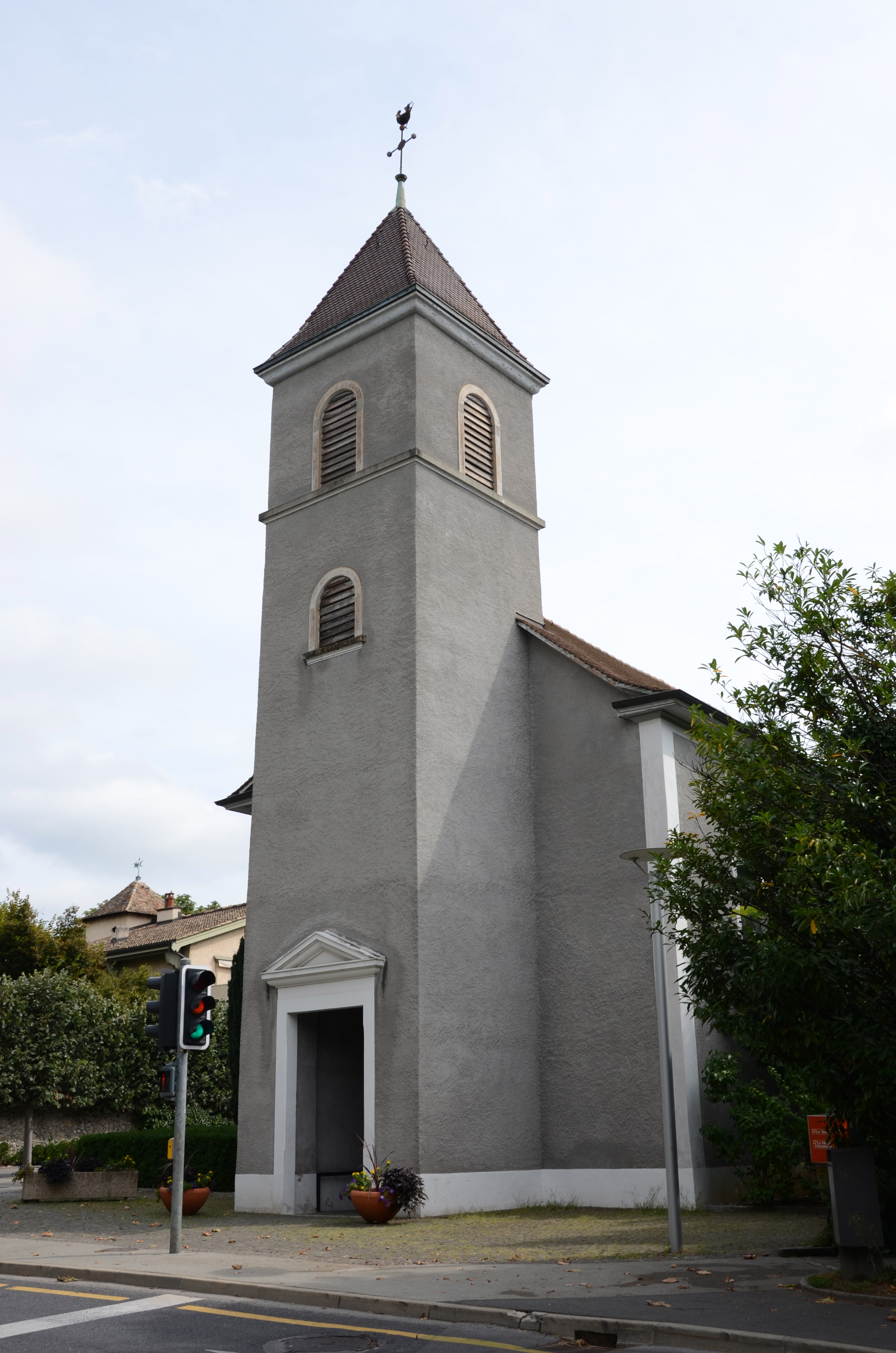
Église Saint-Pierre de Thônex (1707).

## Historique
Une paroisse recouvre la même région au Moyen Âge, de Grange-Canal à Annemasse. Son église se trouve à Thônex, dédiée à Saint-Pierre, le premier édifice aurait été construit à l'époque préromane, au cours du Xe siècle. Le curé de Thônex dessert aussi la maladière de Chêne. La paroisse appartient au diocèse de Genève et la région dépend du comte de Genève. À la fin du Moyen Âge, Chêne-Bougeries et Chêne-Bourg n'existent encore que sous la forme de quelques rares maisons.
En 1401, le Genevois est acquis par le duc de Savoie. De 1536 à 1564, la région est occupée par l'armée bernoise venue protéger la Réforme genevoise. Puis elle repasse à la Savoie, mais la fin du XVIe siècle est marqué par une guerre qui se terminera seulement après l'Escalade avec le traité de paix de Saint-Julien de 1603. Ce traité divise la région chênoise : d'une part « Chêne-Thônex » reste savoyarde (et catholique), d'autre part Chêne-Bougeries redevient genevoise (et protestante). La Seymaz, petite rivière, fait frontière entre les deux États.

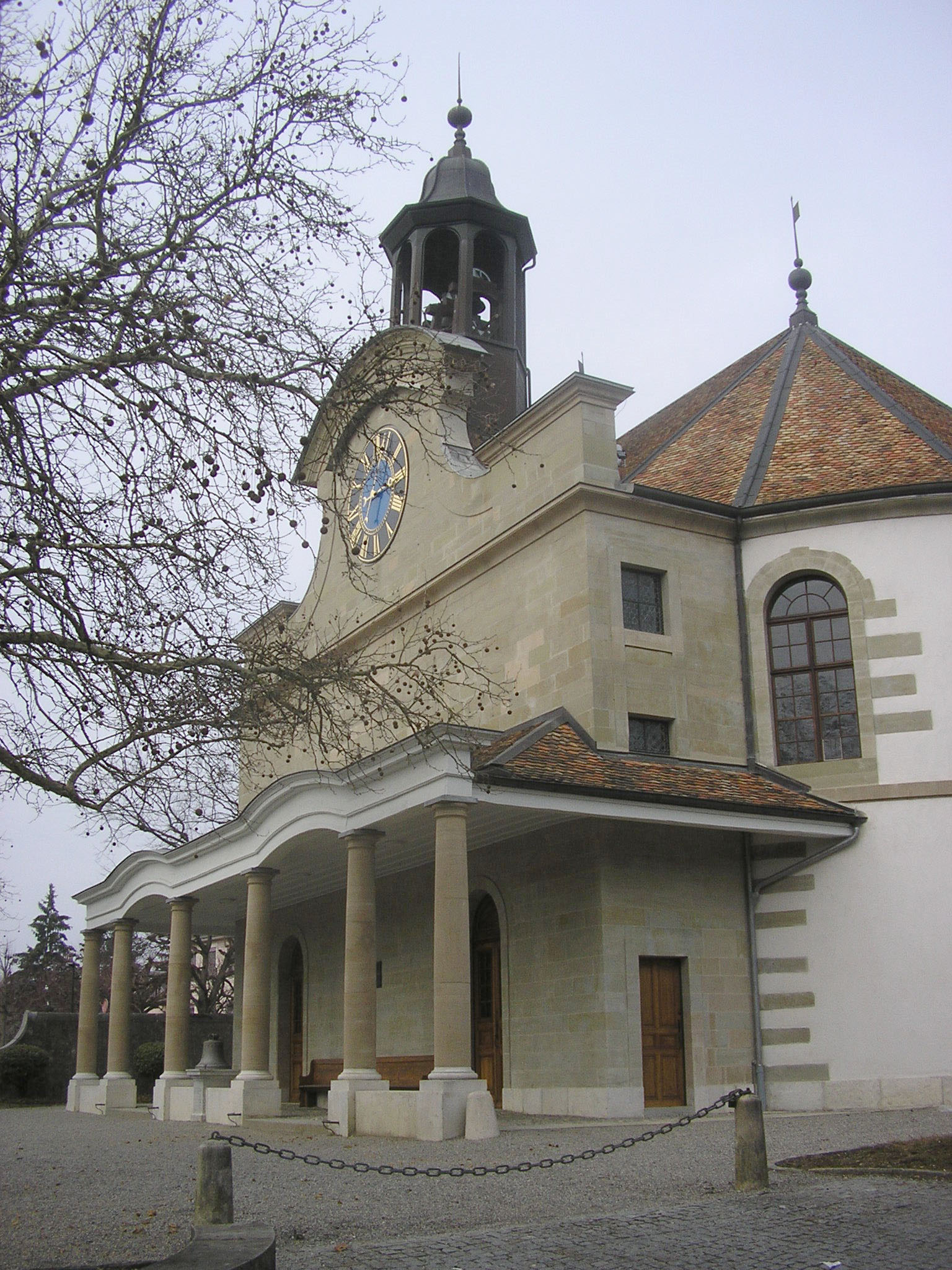
Temple de Chêne-Bougeries à la forme elliptique, symbole de la foi réformée (1758)

Au moment de l'occupation de Genève par la France en 1798, Chêne-Thônex est brièvement nommée « Chêne-Mont-Blanc », puis elle est réunie à Chêne-Bougeries pour former la commune des Trois-Chêne, dont, en 1801, déjà, Chêne-Bougeries est à nouveau détachée.
Le 16 mars 1816, la Savoie cède Chêne-Thônex à la Suisse par le traité de Turin. Chêne-Bourg et Thônex forment alors une seule commune jusqu'en 1869, où à la suite de dissensions, Chêne-Bourg se sépare de Thônex. André Klopmann décrit ainsi le prétexte à cette division : « Chêne, le bourg, voulait des réverbères, mais pas Thônex, la rurale. Ils étaient pourtant offerts par un habitant. Excédé, le bourg a demandé au Conseil d’État le droit de prendre le large et l'a obtenu ».

## Culture

### «Trois-Chêne»
Le nom « Trois-Chêne » est resté dans l'usage. Il désigne par exemple : l'hôpital des Trois-Chêne, une crèche, un centre d'action sociale, un centre pour l'emploi, les Samaritains, un centre sportif et une patinoire, le club de hockey, le club des patineurs, le club de tennis, le club de judo, un orchestre, une chorale et diverses autres sociétés et commerces.
La fête nationale du 1er août ou « Fête nationale des Trois-Chêne » a lieu dans les trois communes à tour de rôle.
L’association « 3 Chêne Culture » promeut, entre 2015 et 2022, la culture locale (écrits, peinture, théâtre, concerts, sculpture). Elle fait suite au Comité de coordination culturel chênois (CCCC).
En 2018, le Conseil d’État attribue le nom « Esplanade des Trois-Chêne » à l’espace situé entre les deux émergences de la gare de Chêne-Bourg, reconstruite dans le cadre du projet CEVA. Ce nom évoque la centralité du lieu pour la région et la fonction intercommunale de la gare du Léman Express.

### «Chênois»
Le qualificatif de « chênois » s'applique à d'autres aspects que les trois communes ont en commun.
Fondé en 1915, Le Chênois est l'organe d'information officiel des communes de Chêne-Bougeries, Chêne-Bourg et Thônex depuis février 1926. En 2021, le journal est tiré à plus de 16 000 exemplaires et paraît sept fois par an.
Dans le domaine du sport, on trouve le Club sportif Chênois (football) et Chênois Genève (volley-ball).
L’association des Éditions Chênoises a été fondée en 1984, elle a pour but de « développer la connaissance des Trois-Chêne en encourageant la création d'œuvres littéraires »,.

### «Vieux-Chêne»
L'association des artisans du Vieux-Chêne regroupe des commerçants du Vieux-Bourg, qui sont au total une cinquantaine.

### Prix littéraire
Depuis 2008, l’association « 3 Chêne Culture » et les Éditions Chênoises décernent un « Prix littéraire chênois » ou « Prix littéraire des Trois-Chêne » doté de 5 000 francs, à des premiers romans publiés à compte d’éditeur,.
Lauréats :
- 2019 Ne pas laisser le temps à la nuit de Sonia Molinari aux éditions Zoé ; mention spéciale pour L'anatomie d'une décision d’Anna Szücs
- 2018 Schumacher de Romain Buffat aux éditions d'Autre Part
- 2017 Balkis de Chloé Falcy
- 2016 C’est quelque chose de Fabienne Radi
- 2014 Le choix des clefs de Cédric Tonoli
- 2011 Jaimie, Petit Homme aux couleurs des eaux de Laura Étienne
- 2010 Huaynac Chevalier de l'ordre des psocoptères d'Annie Corsini-Karagouni, Le voisin du dessus de Fernand Perrot et La femme qui courait derrière le vent de Frédérique Leroy
- 2008 Le grand trois de Rick Mar et Éric Marelli

## Armoiries
Les trois communes ont en commun des motifs rappelant le chêne dans leurs armoiries : arbre, feuilles, glands. Les armoiries de la commune de Presinge, proche mais non contiguë, portent trois glands (et une coquille).

Chêne-Bougeries
Chêne-Bourg
Thônex